# Championnat d'Italie de rink hockey 1923
Navigation
Série A 1922 Série A 1924
L'édition 1923 du Championnat d'Italie de rink hockey est la 2e édition de cette compétition. Elle se déroule à Milan et se conclut par la victoire de Sempione Milano devant l'US Triestina.

## Équipes
- Sempione Milano
- US Triestina
- Grion Monfalcone

## Équipe championne
- Sempione Milano: Moneta, Gaudenzi, Josti, Castellano, Aldreghetti, De Filippi, Tozzi.

### Sources
- (it) Cet article est partiellement ou en totalité issu de l’article de Wikipédia en italien intitulé « Serie A di hockey su pista 1923 » (voir la liste des auteurs).